# Indisch wild zwijn
Het Indisch wild zwijn (Sus scrofa cristatus) is een ondersoort van het wild zwijn, die voorkomt in India, Nepal, Myanmar, westelijk Thailand, Bangladesh en Sri Lanka.
Het Indisch wild zwijn verschilt van het Centraal-Europees wild zwijn door zijn grote manen die in een kuif langs zijn rug lopen van zijn kop naar zijn onderlichaam, zijn grotere, scherper gevormde en rechtere schedel, zijn kleinere, scherpere oren en zijn algehele lichtere bouw. Hij is iets groter en dunner behaard dan de Europese vorm, hoewel zijn rugharen veel meer ontwikkeld zijn. De staart is ook meer getuft en de wangen zijn meer behaard. Volwassen dieren zijn tussen 84 en 91 cm hoog (één exemplaar in West-Bengalen bereikte 97 cm) en 152 cm lang. Het gewicht varieert van 91 tot 136 kg.

## Hindoeïstische mythologie
Het dier heeft sinds het Laatpaleolithicum contact met mensen in het Indiase subcontinent, met als oudste afbeelding een grotschildering in de rotsschuilplaatsen van Bhimbetka, en het komt af en toe voor in de Hindoeïstische mythologie. 
Een verhaal in de Brahmana's vertelt dat Indra een kwaadaardig zwijn doodt, die de schat van de asura heeft gestolen, en vervolgens het karkas aan Vishnu geeft, die het als offer aanbiedt aan de goden en godinnen en zij eten het. 
In een verhaal in de Charaka Samhita is een zwijn genaamd Ermusha een avatar van Brahma en hij doet de aarde en de hemel oprijzen uit de oerwateren van het universum tijdens de schepping en creëert het universum. 
In de Ramayana, Mahabharata en de Purana's is een ander zwijn, Varaha, een avatar van Vishnu die Hiranyaksha doodt en Bhumi redt.

## Galerij

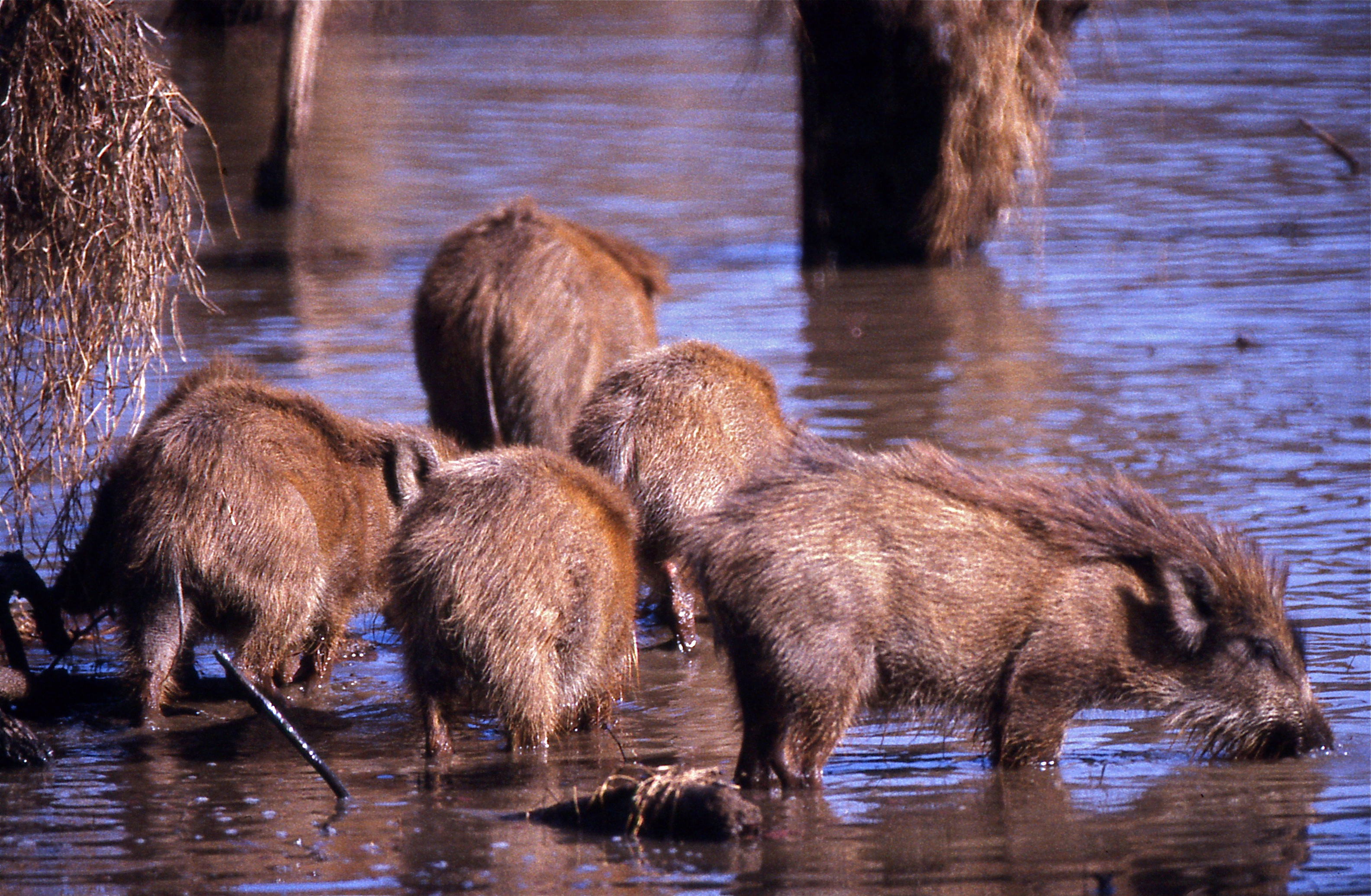
Zwijnen in het Nationaal park Ranthambore, Rajasthan, India
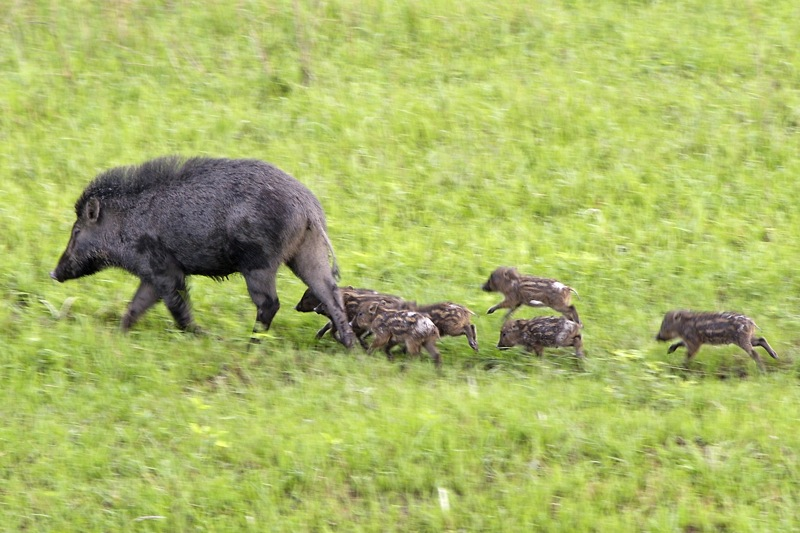
Zwijn met biggen in het Nationaal park Kaziranga, Assam, India.